# Manica yessensis
Manica yessensis är en myrart som beskrevs av Azuma 1973. Manica yessensis ingår i släktet Manica och familjen myror. Inga underarter finns listade i Catalogue of Life.